# Astrología occidental

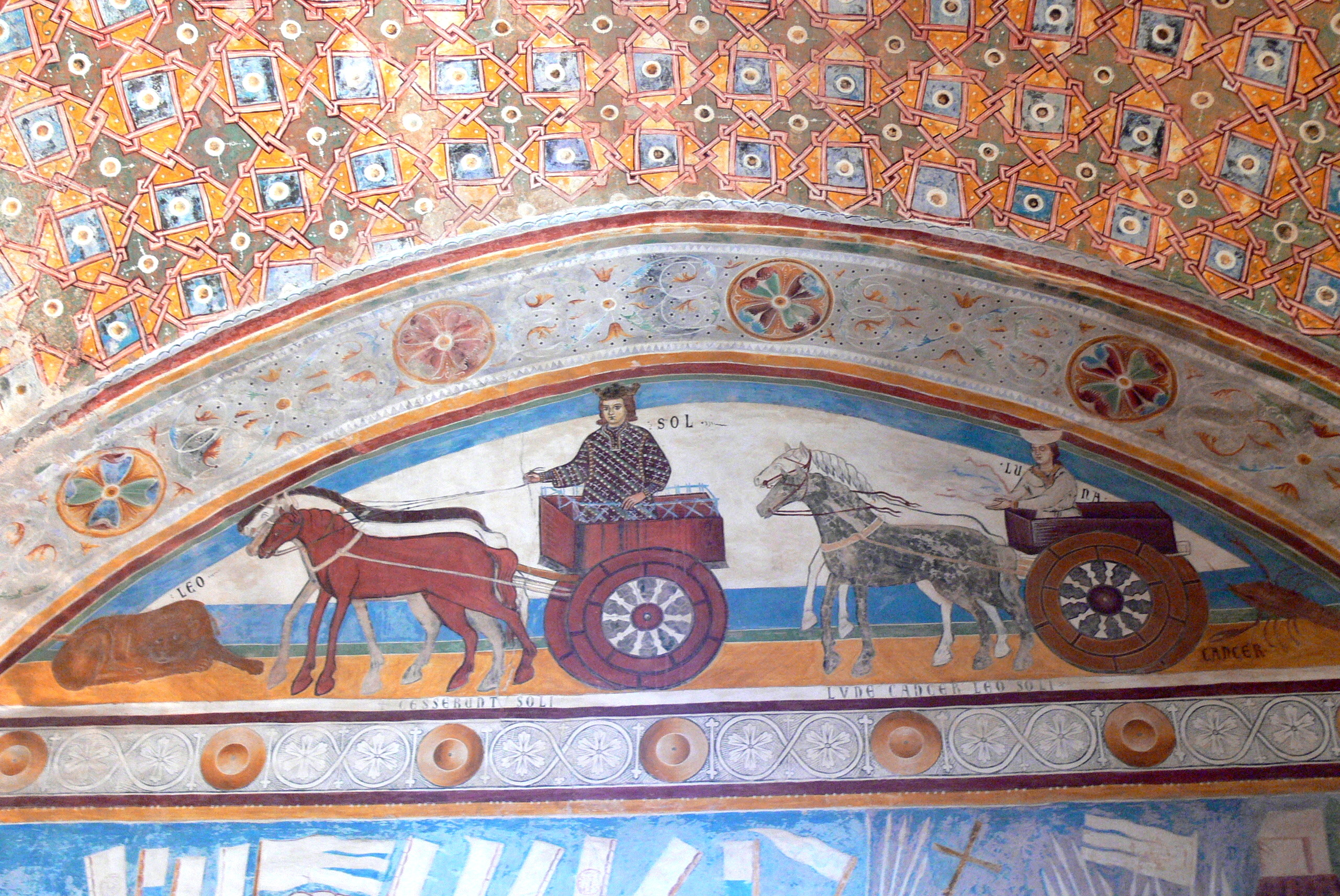
Castillo de Angera en Varese (Italia). Fresco en la sala de justicia donde aparecen los signos del zodiaco del verano (Leo y Cáncer) y sus astros regentes (El Sol y la Luna, respectivamente).

La astrología occidental (llamada así a principalmente porque su desarrollo ha sido dentro de la cultura occidental, especialmente entre el Oriente Próximo y Europa) propone que la información sobre los asuntos humanos y los eventos terrestres se pueden discernir mediante el estudio relacional de las posiciones aparentes de los objetos celestes. Aunque sus métodos se apoyan en ciencias como la astronomía y la geometría, en la actualidad suele considerarse como un sistema de creencias no científico, y con frecuencia es tratada como una pseudociencia.

## Historia

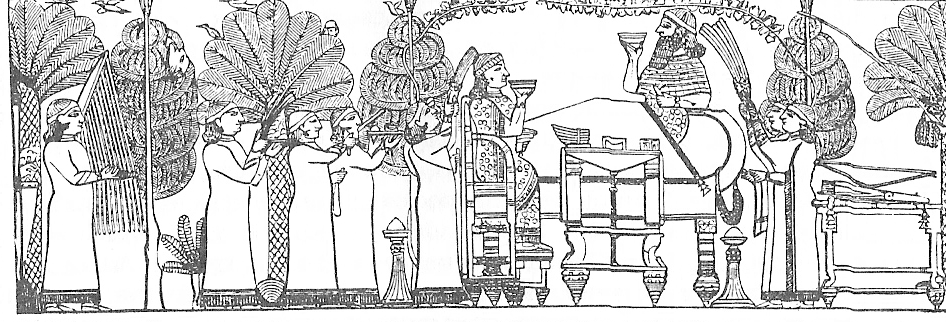
Fiesta de Asurbanipal. Dibujo de un bajorrelieve expuesto en el British Museum.

Los primeros testimonios escritos sobre el estudio de la astrología son de origen mesopotámico, hace unos 2600 años de antigüedad aproximadamente, encontrados entre los restos de la famosa librería de Nínive, creada bajo las órdenes del rey asirio Asurbanipal, aunque todo parece indicar que de hecho se trataría de copias de fuentes muy anteriores, probablemente de origen sumerio. En todo caso se trataba de un estudio bastante alejado de la forma moderna de astrología que se practica hoy en día y estaba dirigida de forma exclusiva hacia los monarcas ya que se consideraba que su destino estaba íntimamente ligado al de su pueblo.
Los egipcios, a lo largo del segundo milenio antes de Cristo, perfeccionaron en gran medida los cálculos astronómicos necesarios y fueron los que sentaron la configuración actual de los signos del zodiaco. Pero donde se hicieron grandes pasos fue con la llegada de los griegos. Los astrólogos helenos dotaron a la disciplina de una dimensión mucho más humana y no tan divina permitiendo que el objeto de estudio fuera aplicable a cualquier persona y no sólo a reyes y similares. De hecho la gran aportación griega a la astrología fue la de profundizar sobre las razones de su funcionamiento y en sus manos recibió una enorme influencia del pensamiento holístico.

Johannes Kepler en 1610.

Durante el Imperio romano el desarrollo de la astrología fue más bien lento ya que los estudiosos romanos se dedicaron, sobre todo, a recopilar los conocimientos esencialmente de origen griego y egipcio. Tampoco sufrió muchos avances en tiempos de los primeros siglos de cristianismo a raíz del debate abierto sobre si la astrología tenía cabida o no aunque generalmente los doctores cristianos siempre fueron prudentes a la hora de juzgarla. En este sentido uno de los más importantes excepciones fue San Agustín el cual fue especialmente crítico.
En cambio, los árabes sí la estudiaron profundamente y aportaron algunos cálculos matemáticos de cierta complicación usando la álgebra aplicables a la astrología a partir de los conocimientos adquiridos de los antiguos griegos creando lo que se conoce como las  partes arábigas . Con el contacto de la cultura árabe y la cristiana durante la Baja Edad Media hubo un resurgimiento de la astrología en Europa, sobre todo a partir del siglo XIV, que hizo elevar su estudio como «ciencia», algo comprensible si se tiene en cuenta que en aquel momento aún no existía el método científico y por tanto no existía la definición que se usa hoy en día sobre lo que se puede considerar científico y lo que no.
El siglo XVII fue clave con la consecución de la llamada revolución científica que dio luz a la ciencia moderna sometida al método científico citado antes. La astrología propiamente dicha, por no superar las pruebas pertenecientes al respecto, se separó de la astronomía y fue perdiendo prestigio acabando, así, degradándose su percepción hasta ser visto al final, a ojos de los científicos y consecuentemente por la población en general, como un puñado de supersticiones sin fundamento racional. Uno de sus últimos defensores de prestigio más firmes de esta época fue Johannes Kepler
Hacia mediados del siglo XIX se inició una cierta voluntad dentro de la cultura anglosajona para revitalizar la astrología e intentar restituirle el prestigio perdido procurando eliminar la imagen ocultista que tenía ante los profanos. El movimiento de rehabilitación de la astrología no paró de crecer a lo largo de la segunda mitad del siglo XIX y el primer tercio del siglo XX culminando en las afirmaciones del prestigioso psicólogo Carl Gustav Jung que defendía la astrología como un compendio del conocimiento psicológico de la antigüedad.
Se puede decir que la enorme influencia que realizó Jung sobre la utilidad de la astrología dio pie a que ésta se «refundara» como  astrología moderna  en contraposición de la  astrología clásica  practicada hasta mediados del siglo XX la cual era marcada por los principios de determinismo y moralidad propios de la influencia cultural judeocristiana.

## Diferentes corrientes
Hoy en día la astrología es estudiada desde múltiples enfoques que, con el paso de los años, han ido conformando diversas corrientes, algunas de ellas en estrecho contacto con otras disciplinas. A continuación se exponen las más generalizadas:
- Astrología esotérica: utiliza conceptos vinculados con la teosofía y la cábala, entre otras disciplinas. Uno de sus máximos exponentes es Alice Bayley.
- Astrología heliocéntrica: basa sus interpretaciones en posiciones dentro del Sistema Solar utilizando como centro el Sol en lugar de la Tierra, tal como hace la astrología tradicional.
- Astrología humanista o de la personalidad: usa conceptos psicológicos modernos junto con elementos filosóficos de Oriente y Occidente e intenta realizar análisis globales que incluyan el estudio de los ciclos de la vida. Dentro de esta rama destaca especialmente la astrología psicológica, que concibe la astrología como herramienta de autoconocimiento y la que ha vivido una enorme expansión en los últimos años a través de las obras de autores como Liz Greene, Howard Sasportas y Louise Huber.
- Astrología kármica: se centra en las implicaciones kármicas en el estudio astrológico y su análisis da una especial relevancia a ciertos puntos concretos. Entre sus autores más conocidos está Martin Schulman.
- Astrología racional: considera la astrología como una ciencia del determinismo cósmico y reivindica la obra del astrólogo y matemático del siglo XVII Jean-Baptiste Morin de Villefranche.
- Astrología uraniana: es un sistema creado por Alfred Witte, de la Escuela Astrológica de Hamburgo. Se basa en el estudio de puntos medios y ciertos planetas hipotéticos entre otros factores.

## La carta astral y sus elementos de «estudio»

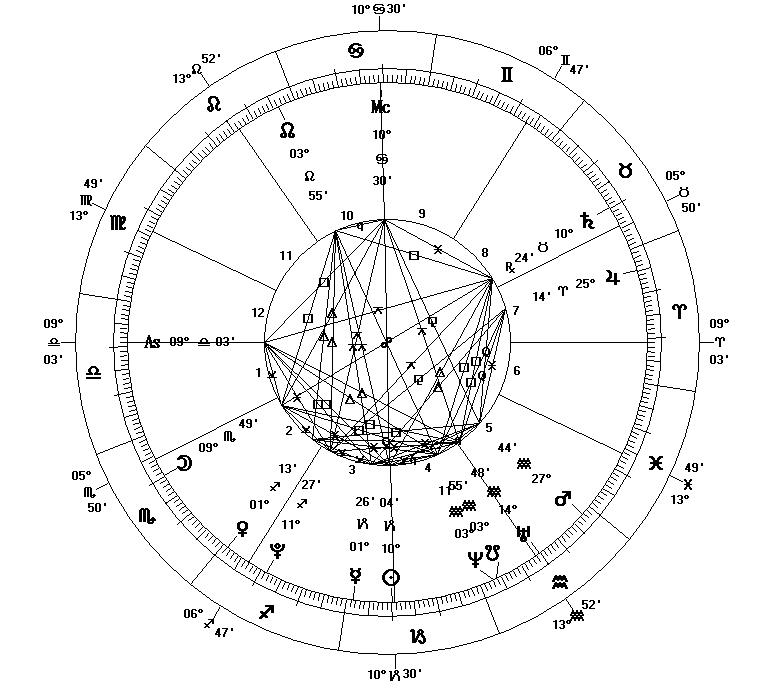
Ejemplo de carta natal.

Del objeto resultante con la aplicación de los cálculos astrológicos sobre una fecha, momento y lugar determinados se llama una carta astral la cual puede recibir diferentes denominaciones en función de cuál es el objetivo por el que se estudia: si se refiere al nacimiento de una persona se le llama carta natal, si, en cambio, se centra en un determinado momento a lo largo de la vida de una persona entonces se denomina horóscopo. Aparte de eso una carta astral también puede ser estudiada para analizar un momento histórico local o mundial entre otros usos posibles. Otra aplicación sería, por ejemplo, la sinestría la cual consiste en la comparación de las cartas natales de dos personas diferentes con el objetivo de encontrar el grado de compatibilidad/incompatibilidad independientemente de qué tipo de relación tengan (amistosa, amorosa, laboral, familiar, por ejemplo).
La carta astral, conceptualmente, se puede considerar una imagen esquemática desde un enfoque geocéntrico del cielo en el momento y lugar exacto que se ha propuesto estudiar, aunque sería más preciso decir que la imagen corresponde a la franja del cielo cerca de la eclíptica donde coinciden tanto el plano de las órbitas de la mayor parte de los astros del Sistema Solar así como el cinturón de constelaciones del zodiaco las cuales tuvieron, en su momento, un origen común con los signos de los mismos nombres.
Dentro de una carta astral existen varios elementos que, combinados entre sí, facilitan de entrada una información básica dentro de su estudio. Estos elementos se dividen entre los astros y puntos sensibles, los signos y las casas.
Los astros, también llamados planetas (una denominación que no debe confundirse con el término astronómico para planeta), representan las diferentes facetas, o grupos de facetas relacionadas entre sí, de personalidad posibles; en cambio, los signos son diferentes modelos, o arquetipos, como los definió Jung, de personalidad general, mientras que las casas delimitan los diferentes ámbitos de la vida en que uno se puede mover. La idea consiste en que la coincidencia de un determinado planeta en la zona de un determinado signo y de una determinada casa dará información sobre la tendencia de actuación y/o reacción de esa persona u objeto de estudio. Para decirlo resumidamente: los planetas son el qué, los signos el cómo y las casas el dónde o cuándo.

## Los astros y puntos sensibles
Por norma general, son objeto de estudio como astros principales el Sol, la Luna y los planetas del Sistema Solar (incluyendo el recientemente redefinido como planeta enano Plutón) aunque últimamente existen numerosos astrólogos que usan también otros cuerpos celestes menores tales como Quirón o algunos de los más importantes conocidos ubicados en el cinturón de asteroides como Ceres, Palas, Juno o Vesta.
Los astros principales estudiados se dividen en diferentes grupos en función de los tipos de facetas que marcan. El Sol y la Luna se consideran, en conjunto, el núcleo central de personalidad. Mercurio, Venus y Marte son los planetas personales; Júpiter y Saturno son los planetas sociales; y Urano, Neptuno y Plutón, los planetas generacionales o transpersonales. Por otra parte, estos astros tienen vínculos con los signos llamados dignidades los cuales son siempre cuatro: caída, exilio, exaltación y regencia. Esta última es considerada la más importante y más estudiada en la interpretación de una carta astral ya que la regencia (también denominada domicilio) otorga un vínculo armónico de características entre astro y signo lo que, según los astrólogos, hace especialmente significativa su lectura si coinciden en la misma posición el planeta regente con su signo regido correspondiente.

### Los astros principales
- El Sol: el astro rey por excelencia del Sistema Solar representa, en términos astrológicos, el yo más intrínseco, la naturaleza más íntima y auténtica de la personalidad y, como tal, también representa los deseos y motivaciones en la vida. Psicológicamente también muestra la figura paterna deseada así como también la individualidad como personas. El signo que regenta es Leo.

- La Luna: nuestro satélite representa el otro lado principal del núcleo central de la personalidad: las emociones. Así como todo lo relacionado con ellas: el instinto de protección, la memoria y el inconsciente. Al igual que el Sol representa la figura paterna la Luna representa la figura materna deseada, de la misma forma también muestra la voluntad de formar parte del entorno más íntimo, así como el diario transcurrir y la vida más cotidiana. Regenta el signo de Cáncer.

- Mercurio: el planeta más cercano al Sol representa las capacidades de intelecto y comunicación. Indica el interés por el aprendizaje y la enseñanza de conocimientos adquiridos así como el grado de riqueza comunicativa, especialmente oral y/o escrita. Al ser el planeta más cercano al Sol y de mayor velocidad, se co-relaciona con el carácter de la persona así como el pensamiento rápido y las habilidades motrices, con frecuencia se haya cerca del Sol en la carta astral y se dan muchos casos incluso de aspecto Sol conjunción Mercurio, lo más alejado que puede llegar a estar del Sol es a un signo de distancia respecto al signo solar (es decir, en alguno de los signos adyacentes). Psicológicamente da una imagen de qué tipo de hermanos y primos se desearían tener. Regenta dos signos: Géminis y Virgo.

- Venus: el planeta gemelo de la Tierra representa, en gran medida, la sociabilidad y muy determinadamente las relaciones tanto amistosas como amorosas (con un especial énfasis en estas últimas), también determina el gusto estético así como lo que se desea y qué no se puede tener en el entorno de uno mismo. Es por ello que se lo considera el planeta de la feminidad por excelencia. Psicológicamente, para algunos astrólogos, define qué tipo de amante se desea tener (si la carta es de un hombre) o se desea ser (si la carta es de una mujer). Al igual que Mercurio, también regenta dos signos a la vez: Tauro y Libra.

- Marte: el planeta rojo, en contraposición a Venus, representa la esencia de la masculinidad y marca, como facetas más importantes, las capacidades de determinación e iniciativa así como también los instintos de defensa y autoprotección. Psicológicamente también realiza la misma función que Venus pero con los papeles intercambiados: en la carta de una mujer representa el amante que desea tener y en la de un hombre el amante que desea ser. Antiguo regente de Escorpio, actualmente sólo lo es de Aries.

- Júpiter: el primero de los grandes gaseosos es un planeta social al igual que Saturno y como tal representa la capacidad de expansión personal en todos los ámbitos y la necesidad de ampliar horizontes así como el sentido ético y de justicia. Considerado el gran benefactor por los clásicos se suele relacionar con la suerte y la prosperidad así como también con los viajes. Fue el antiguo regente de Piscis mientras qua ahora sólo regenta a Sagitario.

- Saturno: históricamente ha sido visto como un planeta que trae malos augurios y antiguamente su paso por los horóscopos se interpretaba como portador de catástrofes y calamidades. Actualmente se considera que representa la capacidad de autoexigencia y el sentido del deber moral y social. También indica cuál es el grado de constancia y ambición en los proyectos y tareas de uno. En cierto modo, se podría equiparar con el término freudiano del superyó. Es regente actual de Capricornio si bien antiguamente también había regido a Acuario.

- Urano: el primero de los planetas generacionales (llamados así porque sus ciclos orbitales son tan largos que no marcan a un pequeño grupo de personas concretas dada la su fecha de nacimiento sino a toda una generación al completo en un largo periodo de tiempo) representa la genialidad y capacidad de inventiva así como también el grado de compromiso para romper con las normas establecidas y, por tanto, el espíritu de independencia y rebeldía. Muestra cuan excéntrico puede ser el individuo estudiado y hasta qué punto le interesa lo fuera de lo común. Representa la Octava Superior del planeta Mercurio. Desde su descubrimiento regenta a Acuario.

- Neptuno: este planeta se identifica básicamente con la espiritualidad y la capacidad de imaginación. Determina el grado de deseo para disolver los límites y cómo se vive el contacto con todo lo relacionado con lo extrasensorial y el más allá. Se considera la Octava Superior del planeta Venus. Actualmente es el regente moderno de Piscis.

- Plutón: el último de los 10 astros importantes en una carta es, quizás, el de representación más abstracta de todos. Plutón marca la capacidad de auto-regeneración, de transformación a partir de las crisis personales. Ayuda a desprenderse de lo viejo dentro de uno que no sirve para crecer. Es el destructor de los límites autoimpuestos y su designación dentro de una carta puede ser muy poderosa, no en vano Plutón rige la energía nuclear así como también marca bastante como es la sexualidad. Debido a todo lo anterior, Plutón precisa la Octava Superior de Marte. El signo regido modernamente por este planeta es Escorpio.

### Otros astros
Como se mencionó anteriormente aparte de los astros clásicos y los planetas extra-saturnianos también muchos astrólogos en los últimos años consideran otros cuerpos menores en una carta aunque las facetas que representan son matices de actuación muy puntual en la personalidad (pero presentes a lo largo de la vida).
- Quirón: es un cuerpo celeste de muy poco tamaño que forma parte del grupo llamado centauros. Fue descubierto en 1977 y su órbita alrededor del Sol se sitúa entre las de Saturno y Urano. Astrológicamente representa el afán de superación ante lo que haya producido una profunda herida en la manera de ser como puede ser, por ejemplo, algún trauma psicológico o fisiológico, a la vez también indica de que se le da miedo sentirse rechazado. Por todo ello se le suele considerar un elemento muy importante en la carta de personas discapacitadas. Debido a la ubicación de su órbita también se le considera un puente entre las posturas aparentemente irreconciliables de la limitación férrea saturniana y la disposición uraniana a superar estos límites.

- Ceres,  Palas,  Juno y  Vesta: se tratan de los cuerpos menores más destacados ubicados dentro del cinturón de asteroides que hay entre Marte y Júpiter. Ceres por su considerable tamaño es considerado un planeta enano mientras que los otros tres, de dimensiones más reducidas, son definidos como simples asteroides. Desde el punto de vista astrológico representan, de forma esquemática y en conjunto, diferentes estadios de la vida de una mujer. También representan facetas puntuales que complementan otras más destacables representadas en otros astros aunque, dada la naturaleza simbólica de estos astros, se tiende a prestar más atención en la carta de las mujeres que en la de los hombres. Actualmente se está debatiendo en otorgarle la regencia de Virgo a Ceres.
- o  Eris: es un planeta enano que fue descubierto en el año 2005. Tarda 500 años en dar la vuelta al Sol (más del doble que Plutón) y es un poco más grande. En un primer momento, se le denominó Xena, como la heroína de televisión, pero al ser un planeta enano de tamaño considerable y no un asteroide, se le cambió el nombre por uno perteneciente a la Mitología Griega. Se optó por nombrar a este planeta con el nombre Eris, la diosa de la discordia. Eris puede ser considerada como un Plutón o Marte femenino. Es un planeta transpersonal y lo habitual de este cuerpo celeste es en representar un conflicto que se está produciendo a nivel colectivo, generando caos para encontrar la concordia o la armonía. Está en debate la regencia de Eris sobre Libra.

### Puntos sensibles destacables
Además de los astros existen otros elementos equiparables en su categoría que también son estudiados y que se tratan de puntos imaginarios en el cielo dados por la geometría astronómica. Incluso hay puntos sensibles que son de mayor consideración en una carta que algunos astros. Estos en son los más significativos:
- Aˢᶜ El ascendente: se trata del punto exacto sobre el horizonte donde, hipotéticamente, se levantaría el Sol en el momento estudiado de la carta (se necesita conocer la hora exacta en la que nace el individuo, tal y como apareció en el acta de nacimiento). Su trascendencia radica en que es el punto de referencia a partir del cual se distribuyen el conjunto de casas y como tal es el punto inicial de la Casa I (también llamado cúspide). En este sentido su importancia es tal que el eje ascendente/descendente es lo que marca la disposición gráfica de la carta, normalmente siempre en posición horizontal con el ascendente a la izquierda y el descendente, por tanto, a la derecha. En una carta natal de una persona indica, sobre todo, dos cosas: su apariencia física y la forma en como se muestra en el exterior y, por tanto, como le ven los demás. Se puede decir que, junto el Sol y la Luna, es uno de los elementos definidores más importantes dentro de una carta natal.

- El Descendente: como se puede deducir por el nombre se trataría del punto opuesto al ascendente y, por tanto, la cúspide de la Casa VII. Indica la capacidad para incluir «otro» dentro del universo personal de uno mismo: como combinan el espacio íntimo y personal de uno con el de otra persona y cómo se intenta comprenderla.

- Mᶜ El medio cielo o Medium Coeli: consiste en el punto medio superior donde el meridiano sitúa a la persona u objeto de estudio de la carta en el momento que se corta con el plano de la eclíptica y coincide con el punto donde se inicia la Casa X. Normalmente se encuentra en una relación angular de cerca de 90° con el ascendente (y así de exacto sería si se encontrara en el ecuador) pero por norma general esta relación se desvía considerablemente a medida que el punto terrestre estudiado donde nace el individuo se sitúa más o menos cerca de los polos. En términos astrológicos se relaciona con la conciencia personal y con el crecimiento espiritual. También se puede ver un estrecho vínculo con la vocación profesional y a lo largo de los signos enmarca su desarrollo.

- El fondo de cielo o Imum Coeli: es el punto opuesto al medio cielo y la cúspide de la Casa IV. Representa las raíces, la cuna y la parte más oculta del individuo.

La Tierra y la Luna tienen planos de órbita con 5.º de diferencia de inclinación lo que genera los nodos lunares.

- Los nodos lunares: consisten en los dos puntos donde se interceptan la órbita de la Luna alrededor de la Tierra con la de la Tierra alrededor del Sol. El nodo lunar ascendiente es conocido como nodo lunar norte o cabeza del dragón (símbolo: ) mientras que del descendiente se llama nodo lunar sur o cola del dragón (símbolo: ). Ambos se encuentran diametralmente opuestos. En un sentido kármico representan el pasado (el nodo lunar sur) y el futuro (el nodo lunar norte) en vidas pasadas y venideras respectivamente, lo que a uno le hace sentir cómodo para que ya lo ha vivido y lo que lo tira hacia las nuevas experiencias de las vidas futuras y como abordarlas. Desde una perspectiva psicológica se ve más como las experiencias de los primeros años de vida que han marcado más y definido la actitud, por lo que respecta al nodo lunar sur, y lo que podría dar sentido en el futuro a la vida, en referencia al nodo lunar norte.

- Lilit o Luna negra: Lilit es un punto sensible dentro de la carta astral que se consigue mediante un relativamente complicado cálculo utilizando como referencias los ejes de la órbita elíptica de la Luna. La historia del personaje de Lilit que da nombre a este punto ofrece la pista sobre lo que representa astrológicamente. En gran medida identifica algunas trazas del lado más oscuro y tenebroso de la personalidad. En la carta de los hombres puede representar, también, el tipo de mujer que teme.

## Los signos
Lo que hoy en día conocemos por signos del zodiaco occidental nacieron ya en los inicios de la astrología en Mesopotamia confundiéndose su función con las constelaciones que los representaban. Diciéndolo de otra forma: signos y constelaciones eran esencialmente lo mismo o, como mínimo, la constelación daba razón de ser al signo. Hoy en día esta fusión de términos es considerada mayoritariamente obsoleta y, en cambio, se prefiere ver los signos, con un cierto sentido esotérico, como algún tipo de manifestación energética vinculada con el tramo de cielo de donde proviene más que con la constelación que ocupa dicho tramo. Esta definición desvinculando ambos términos ha venido por la demostración empírica de que, dado el desplazamiento inexorable de las constelaciones debido al fenómeno conocido como la precesión de los equinoccios, la interpretación astrológica es más fiable considerando la ubicación original de los signos, es decir, constelaciones de hace más de 4000 años, en los inicios de los estudios astrológicos, no contando la ubicación actual de las constelaciones. A pesar de ello, hoy en día todavía hay astrólogos que prefieren trabajar sobre esta situación actual de las constelaciones (ya que creen que el vínculo con los signos sí existe) si bien se trata de una corriente minoritaria. A raíz de esto se puede optar, pues, por dos formatos de zodiaco a usar en el estudio de una carta: el sideral que reconoce como punto de partida de la rueda zodiacal un punto fijo en el espacio situado entre las constelaciones de Aries y Piscis y por tanto coincide con la posición actual de las constelaciones, y el tropical, el más utilizado actualmente, que usa de referente el recorrido del Sol para definir el punto vernal (o sea: el punto Aries, o el punto de partida de la rueda zodiacal en el equinoccio de primavera en el hemisferio norte) y dispone los signos por doce porciones iguales sobre el cielo sin tener en cuenta las constelaciones ni en ubicación ni en porción de espacio que ocupan, sino únicamente la eclíptica terrestre, que se divide en 12 porciones iguales.
En un sentido estrictamente psicológico los signos son arquetipos de personalidad; es decir: encarnan modelos básicos de comportamiento personal no equiparables entre sí aunque pueden compartir algunos rasgos puntuales. Al tratarse de arquetipos es casi imposible que exista ninguna persona real que pueda ser «completamente» de un signo determinado. Es aquí donde interviene la combinación de planetas y puntos sensibles con los diferentes signos, junto con las diferentes casas, donde son ubicados cada uno de ellos para definir la manera única e intransferible de ser de todos y cada uno de los seres vivos existentes, que han existido o que existirán en el futuro.

### Clasificación de los signos

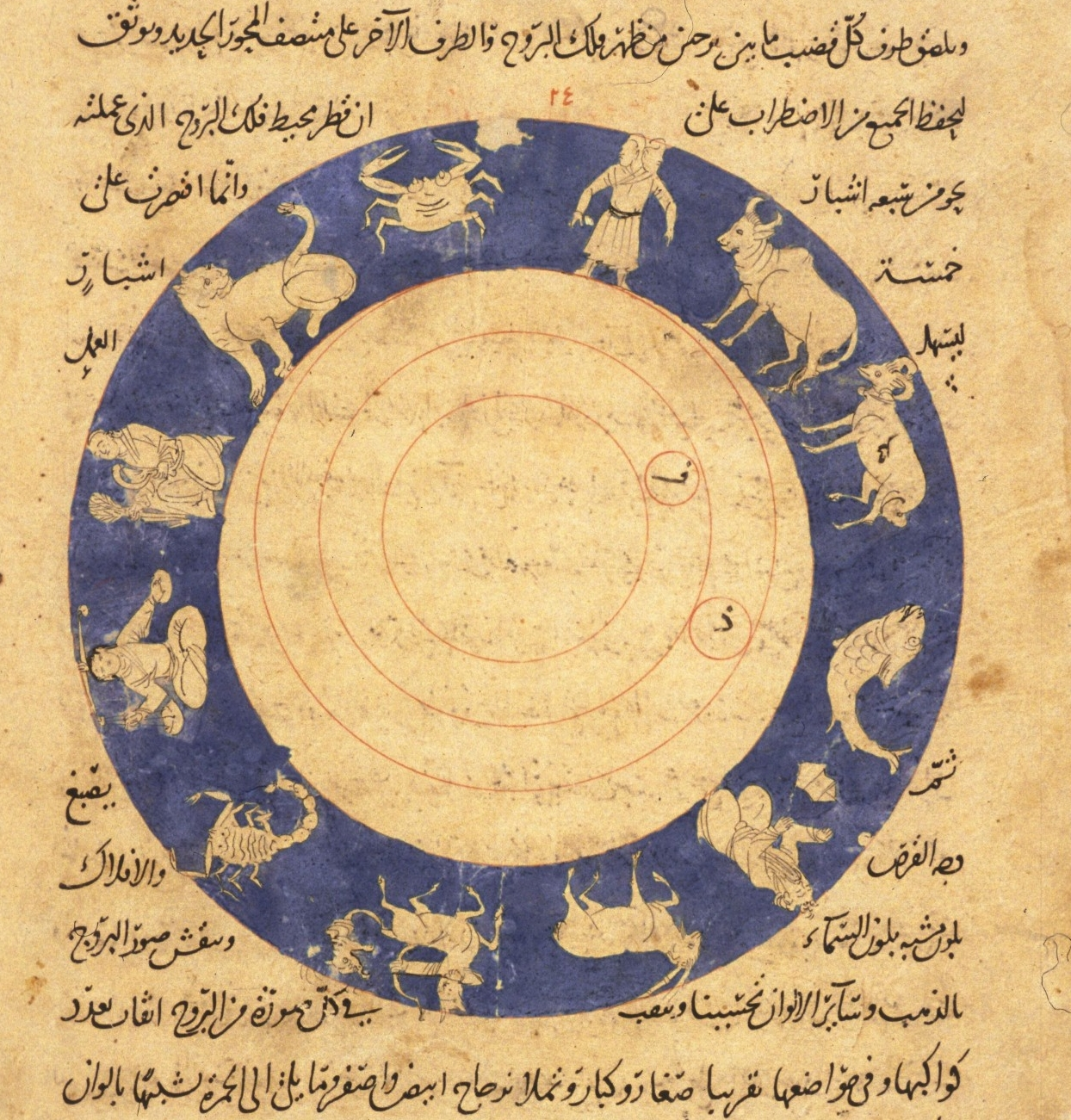
Manuscrito de origen árabe con un dibujo de la rueda del zodiaco, de fecha incierta (quizás del o).

Por orden cronológico/espacial, los doce signos del Zodiaco son:
- Aries
- Tauro
- Géminis
- Cáncer
- Leo
- Virgo
- Libra
- Escorpio
- Sagitario
- Capricornio
- Acuario
- Piscis

Los signos se pueden clasificar de acuerdo a tres maneras diferentes que se superponen entre sí dotando a todo el conjunto de un sentido armónico y coherente. De hecho, el orden de los signos no es fruto del azar y se encuentra supeditado a este esquema de clasificaciones.

#### Clasificación por dualidad
Según esta clasificación, los signos se dividen en dos grupos de seis signos cada uno:
- Signos de energía positiva/masculina/diurna (también llamados más modernamente de energía yang): se caracterizan por tender a ser extrovertidos y exteriorizar su forma de ser, consecuentemente son sociables y divulgadores y buscan fuera aquello que les dé la razón de ser. Los signos de esta energía son: Aries, Géminis, Leo, Libra, Sagitario y Acuario; es decir, los signos alternativos impares siguiendo el orden del zodiaco.

- Signos de energía negativa/femenina/nocturna (conocidos últimamente como de energía ying): a diferencia de los anteriores, tienden a interiorizar su personalidad, buscan a menudo la introspección y suelen disfrutar de un mundo interno muy rico. En cierto modo son «receptores» de la energía positiva/masculina/diurna. Los signos de esta energía son: Tauro, Cáncer, Virgo, Escorpio, Capricornio y Piscis; es decir, los signos alternativos pares siguiendo el orden del zodiaco.

#### Clasificación por cualidades o modalidades
Con esta clasificación los signos quedan agrupados en tres conjuntos de cuatro signos cada uno: los signos cardinales, los signos fijos y los signos mutables. Existe una estrecha relación entre esta clasificación y el paso de las estaciones del año ya que la disposición de los períodos solares de los signos está coordinada.
- Signos cardinales: Se trata de signos iniciadores de tareas y proyectos, que, en mayor o menor grado, toman la iniciativa y generalmente no permiten que alguien decida por ellos, lo que les otorga un cierto espíritu independiente. Los cuatro signos cardinales son: Aries, Cáncer, Libra y Capricornio; es decir, los primeros signos de cada estación del año.

- Signos fijos: Estos signos tienen como fin conservar, mantener, perdurar y sostener las ideas y proyectos impulsados por los signos cardinales. Tienden a ser constantes y obstinados y el orgullo suele ser un rasgo común entre los cuatro. Los signos fijos son: Tauro, Leo, Escorpio y Acuario; es decir, los signos situados en medio de cada estación del año.

- Signos mutables: Son signos adaptables y que tienden a buscar el cambio. Preparan el terreno a los signos cardinales para embarcarse en nuevos proyectos suavizando la rigidez de los signos fijos. Algunos rasgos en común entre ellos son la inquietud y tendencia a la nerviosidad, entre otros, y por naturaleza se muestran dispuestos a ofrecer un servicio a los demás y establecer conexiones personales. Los cuatro signos mutables son: Géminis, Virgo, Sagitario y Piscis; es decir, los últimos signos de cada estación del año.

#### Clasificación por elementos
La tercera manera de clasificar los signos es según los elementos y consiste en agruparlos en cuatro conjuntos de tres signos cada uno. Los signos de cada elemento comparten ciertas características, especialmente de mentalidad y manera de ver y abordar el mundo. Siguiendo el orden de los signos en la formación de la rueda zodiacal se agrupan entre ellos los que siempre se encuentran distanciados de cuatro en cuatro.
- Signos de fuego: son signos unidos por una mentalidad expansiva, impositiva, viva, valiente, volátil y llamativa. El concepto clave fueguino por delante de cualquier otro es la vitalidad. Los signos de fuego son: Aries, Leo y Sagitario.

- Signos de tierra: los une una mentalidad práctica, material, pragmática, asentada, estructurada, realista y funcional. La tangibilidad es el núcleo del pensamiento terráqueo. Los signos de tierra son: Tauro, Virgo y Capricornio.

- Signos de aire: tienen en común una mentalidad abstracta, idealista, teórica, cognitiva y etérea. El motor capital de los signos aéreos es, sin lugar a dudas, la mente. Los signos de aire son: Géminis, Libra y Acuario.

- Signos de agua: los caracteriza por igual una mentalidad emotiva, sensitiva, afectiva, profunda y soñadora. El gran conductor acuático es prioritariamente la emotividad. Los signos de agua son: Cáncer, Escorpio y Piscis.

#### Observaciones
Como se puede comprobar todos y cada uno de los signos tienen una combinación única y personal de los agrupamientos por las tres clasificaciones: hay un signo de cada calidad para cada elemento y un signo de cada elemento por cada calidad. En cuanto la clasificación por energías duales se puede ver detenidamente cómo agrupa los signos de los elementos Fuego y Aire dentro de los de energía positiva/masculina/diurna y los de los elementos Tierra y Agua con los de energía negativa/femenina/nocturna. El motivo de esta disposición se debe a que las características que albergan cada tipo de clasificación, combinadas en un signo concreto, da la información básica sobre cómo es el arquetipo de personalidad que presenta dicho signo.
|          | Fuego     | Tierra      | Aire    | Agua     |
| Cardinal | Aries     | Capricornio | Libra   | Cáncer   |
| Fijo     | Leo       | Tauro       | Acuario | Escorpio |
| Mutable  | Sagitario | Virgo       | Géminis | Piscis   |

### Apuntes diversos sobre los signos
Un compendio de conocimiento que nunca se contradice y resulta siempre acumulativo como es la astrología ha dado pie a una cantidad casi inalcanzable de información extraíble en todos y cada uno de los conceptos estudiados. En el caso de los signos, por ejemplo, el orden establecido también ha servido para ver una lógica equiparando cada signo con los diferentes estadios de la vida de una persona. Así,  Aries sería el bebé recién nacido que sólo es consciente de sí mismo y tan solo sabe reivindicar sus necesidades, Tauro simbolizaría el bebé de unos pocos meses que espera paciente a que le hagan todo, Géminis el niño que descubre el mundo y aprende a hablar, Cáncer el niño que aprende qué es el miedo y se refugia en la seguridad de sus padres y la familia, etcétera.
Otro planteamiento interesante se encuentra en dotar de un significado filosófico y místico a los seis ejes de signos opuestos entre sí. Por ejemplo: el primer eje es el que conforman los signos de Aries y Libra los que simbolizarían la dicotomía yo-tú; es decir: el individualismo excluyente de Aries contra el reconocimiento y valoración de los demás de Libra. De hecho con la astrología moderna se contempla una clasificación independiente de las clásicas citadas antes donde los seis primeros signos, es decir: de Aries a Virgo, son esencialmente individuales y centran sus motivaciones en sí mismos mientras que los seis restantes, de Libra a Piscis, tienden a usar más la contraposición con los otros para asentar su propia identidad.

## Las casas
El sistema de casas es una estructuración geométrica del espacio alrededor de la persona u objeto estudiado en la carta dividiéndolo en doce porciones (no necesariamente iguales) donde cada porción, según su ubicación angular respecto al punto del ascendente, tendrá un significado concreto. Al igual que los signos también se pueden clasificar en grupos de varias maneras otorgándole un significado colectivo a cada grupo aunque las clasificaciones más importantes son tomando como líneas divisorias los ejes ascendente-descendente y medio cielo-fondo de cielo, de esta forma, por ejemplo, se contemplan los hemisferios: si se usa de separador del eje ascendente-descendente se tienen en la parte inferior de la carta del hemisferio nocturno y en la parte superior el hemisferio diurno, si en cambio se utiliza el eje medio cielo-fondo de cielo aparecen el hemisferio del yo (el occidental) y el hemisferio del tú (el oriental).
Como se ha citado antes cada casa representa un ámbito de la vida donde signos y planetas actúan de una forma específica. Estos son los ámbitos que afectan a cada casa:
- Casa I. La apariencia y los inicios: esta casa viene marcada por el punto del ascendente, por lo tanto todo planeta que se encuentre así como el signo que la habite delimita la forma de mostrarse al mundo del individuo así como su apariencia física. Simboliza, pues, el concepto de yo soy.

- Casa II. Los valores, la sustancia, los talentos: la segunda casa se encuentra relacionada con todo aquello que el individuo ve atractivo y le da importancia así como también marca las posesiones materiales, como las consigue y para qué se decanta. Los planetas y signo que la habiten dan información sobre qué le da seguridad y estabilidad. También describe las capacidades innatas y los talentos. Simboliza el concepto de yo poseo.

- Casa III. El entorno inmediato, la comunicación, el aprendizaje: la casa tercera indica la relación del individuo con su entorno más cercano (hermanos, parientes, amistades, etcétera) así como también el ámbito de la comunicación personal y todo lo relacionado con el pensamiento lineal y racional. Es por todo ello que simboliza el concepto de yo me expreso.

- Casa IV. La familia, las raíces, la herencia emocional: esta casa está ligada a las experiencias de la infancia, el hogar y las raíces familiares. También afecta al mundo más profundo e íntimo del individuo y, por tanto, la esfera emocional más interior. El concepto que simboliza es yo siento.

- Casa V. La libre expresión creativa, los niños, la diversión: la quinta casa habla sobre la herencia creativa (que se deja para la posteridad, tanto como expresión artística, proyectos materiales o descendientes), la firmeza de la individualidad y el mundo de la diversión y el ocio. Su concepto simbolizado es yo me reivindico.

- Casa VI. La salud y el trabajo: la última casa del llamado hemisferio nocturno se relaciona con la salud del individuo y con su ámbito de trabajo, con especial atención al desarrollo de su rutina. También es la casa de los colegas, empleados y mascotas. Simboliza el concepto de yo me cuido.

- Casa VII. Los contactos, las relaciones: la primera casa del hemisferio diurno se concentra en las relaciones personales. El signo ubicado en esta casa, junto con los planetas que la habiten, indica qué tipo de relación se busca al igual que también qué tipo de gente se siente atraída por el propietario de la carta. También habla sobre el ámbito de pareja y el desarrollo de las relaciones amorosas. El concepto que simboliza, así pues, es yo me relaciono.

- Casa VIII. La transformación, los cambios profundos, el proceso de dejarse ir participando en la totalidad: esta casa abarca los procesos metamórficos de una persona a través, sobre todo, de las crisis personales. Antiguamente se le asociaba con la muerte en un sentido físico pero no con el momento de la muerte del individuo en cuestión. Actualmente se prefiere verla relacionada con la «muerte» simbólica que vincula todo proceso de transformación personal donde se dejan atrás cosas y personas antes significativas en la vida personal. Simboliza el concepto de yo renazco.

- Casa IX. La búsqueda del sentido de la vida, los viajes largos físicos y mentales, la visión del mundo: la novena casa trata sobre las motivaciones en buscar un sentido a la vida especialmente a través del conocimiento de otras culturas y visiones del mundo, es por eso que también tiene un estrecho vínculo con los viajes de largo alcance y el afán de ampliar horizontes al igual que también se relaciona con la ética y la percepción personal de la justicia y la ley. Por todo ello el concepto que simboliza es yo reflexiono.

- Casa X. La vocación, los objetivos en la vida, las ambiciones profesionales: la casa décima se encuentra marcada por el medio cielo y, por tanto, se centra en el ámbito profesional: en qué campos se desarrollará mejor y tendrá más éxito. Esto también conduce a indicar el reconocimiento social, las metas personales y el alcance de las responsabilidades hacia los demás. El concepto simbolizado en esta casa es yo ambiciono.

- Casa XI. Colectivos, grupos y amigos: la undécima casa aborda el ámbito de los grupos de pensamiento común e ideología análoga. Afecta, pues, la postura social del individuo y, en un sentido más global, su posición dentro de la sociedad, su disposición a colaborar con el colectivo y su grado de compromiso para mejorar los mecanismos sociales existentes. Simboliza el concepto de yo contribuyo.

- Casa XII. La retirada, la trascendencia, la espiritualidad: la última casa se relaciona con el retiro, voluntario o no, de uno mismo del contacto social y las consecuencias que se desprenden ligadas al sufrimiento así como también abarca el sentido espiritual y trascendental. Las experiencias místicas y de comunión con los demás e incluso con la totalidad también se ven reflejadas. Por todo ello el concepto simbolizado en esta casa es yo sufro.